# Stimulus
För det ekonomiska begreppet, se stimulansåtgärd.
En stimulus (latin, pluralis stimuli) retning är en förändring i en organisms miljö. Den uppfattas av organismen eller en informationsbehandlande enhet via sinnen (dataingångar). Stimulusbegreppet används bland annat i studier av klassisk betingning.
Respons kallas beteendet kopplat till ett stimulus. När exempelvis en hund ser kött kan det börja vattnas i hundens mun; då är saliveringen respons till ett stimulus (köttet).
Yttre stimuli kan exempelvis vara signaler eller nyckelretningar. Djurs beteenden beror även på deras inre motivation. Ett överdrivet stimulus beskrivs ibland som ett superstimulus.